# Dean Falk
 (décembre 2020).
Si vous disposez d'ouvrages ou d'articles de référence ou si vous connaissez des sites web de qualité traitant du thème abordé ici, merci de compléter l'article en donnant les références utiles à sa vérifiabilité et en les liant à la section « Notes et références ».
Dean Falk (née le 25 juin 1944) est une neuroanthropologue universitaire américaine spécialisée dans l'évolution du cerveau et la cognition chez les primates supérieurs. Elle est professeure d'anthropologie à l'université d'État de Floride.

## Carrière
Falk a étudié les mathématiques et l'anthropologie. Après avoir obtenu son doctorat à l'université du Michigan en 1976, elle enseigne l'anatomie, la neuroanatomie et l'anthropologie. Falk s'intéresse à l'évolution du cerveau et de la cognition. Elle est à l’origine de la « théorie du radiateur » qui souligne l’importance des vaisseaux sanguins crâniens pour l'évolution du cerveau homininé. Elle a également émis l'hypothèse « déposer le bébé » qui propose que les mères préhistoriques et leurs nourrissons ont facilité l'émergence du langage.
En 2013, Falk et ses collègues ont publié une description détaillée du cortex cérébral d'Albert Einstein à partir de nouvelles photographies de son cerveau. Elle est actuellement co-auteur d'un livre sur le syndrome d'Asperger, sa petite-fille de 24 ans présentant le syndrome d’Asperger

## Homo floresiensis
Après que les restes squelettiques d'un homme âgé de 18 000 ans de petite taille furent découverts sur l'île indonésienne de Flores en 2003, certains chercheurs ont proposé qu’il s’agissait d’une nouvelle espèce Homo floresiensis (surnommé aussi les « Hobbits » en référence aux romans de Tolkien). D’autres scientifiques pensaient plutôt que le spécimen devait être un pygmée ou un microcéphale – un humain avec un crâne anormalement petit. Falk a entrepris une étude en 2005 qui a soutenu l'affirmation que la découverte était membre d’une nouvelle espèce. 
L'étude publiée par Falk en 2005 a été critiquée par d'autres experts et en réponse, en 2007, avec une équipe internationale d'experts, Falk a créé des cartes détaillées des empreintes crâniennes (endocastes) et a conclu que le Hobbit était réellement une nouvelle espèce étroitement liée à Homo erectus. L'équipe de Falk a affirmé à plusieurs reprises que leurs résultats confirmaient que l'espèce cataloguée sous le nom de LB1, Homo floresiensis, n’était pas un être humain né avec une microcéphalie.

## Évolution du cerveau humain
En 2014, Dean Falk a publié un ouvrage intitulé « Interpreting sulci on hominin endocasts: old hypotheses and new findings. Frontiers in Human Neuroscience ».
Falk note dans son livre que le cortex cérébral est une partie très développée du cerveau humain et qu'il facilite la pensée consciente, la planification, le langage, les compétences sociales, la créativité scientifique, artistique et musicale. Le cortex cérébral peut laisser des empreintes dans les crânes qui peuvent parfois être reproduits sur des endocastes. Falk déclare que ces méthodes d’analyses ne permettent pas d’obtenir des informations sur les structures cérébrales internes qui sont en conséquence négligées par les paléoneurologues. Selon Falk, ces parties du cerveau ont également évolué et sont extrêmement importantes pour le traitement des souvenirs, des sentiments et des interactions sociales.

## Publications

### Ouvrages
- Falk, Dean (2011). The Fossil Chronicles: How Two Controversial Discoveries Changed Our View of Human Evolution. University of California Press.  (ISBN 978-0-520-26670-4).
- Falk, D., Finding Our Tongues: Mothers, Infants and the Origin of Language, Basic Books, New York 2009  (ISBN 978-0-465-00219-1)
- Falk, D. Braindance Revised and Expanded. University Press of Florida, 2004
- Falk, D. and K. Gibson (eds) Evolutionary Anatomy of the Primate Cerebral Cortex. Cambridge: Cambridge University Press, 2001
- Falk, D. Primate Diversity. New York: Norton, 2000

### Articles
- Falk, D.  (2014). Interpreting sulci on hominin endocasts: Old hypotheses and new findings.  Frontiers in Human Neuroscience 8:134. doi: 10.3389/fnhum.2014.00134.
- Weiwei, M., Falk, D., Sun, T., Chen, Wl, Li, J., Yin, D., Zang, L., & M. Fan. (2013). The corpus callosum of Albert Einstein’s brain: another clue to his high intelligence? Brain, doi : 10.1093/brain/awt252.  http://brain.oxfordjournals.org/cgi/reprint/awt252?ijkey=pEjWKCBzsquryNc&keytype=ref
- Falk, D., Lepore, F., Noe, A.  (2013). The cerebral cortex of Albert Einstein: A description and preliminary analysis of unpublished photographs, Brain 136(4): 1304-1327. http://brain.oxfordjournals.org/content/early/2012/11/14/brain.aws295.full
- Falk, D.  Happiness: An evolutionary perspective.  (2012). In B. R. Johnston (Ed.), second Vital Topics Forum “On Happiness,” the American Anthropologist 114(1):8-9.
- Falk, D.  (2009). The natural endocast of Taung (Australopithecus africanus): Insights from the unpublished papers of Raymond Arthur Dart, Yrbk. Phys. Anthropol. Series 52:49-65.
- Falk, D., Hildebolt, C., Smith, K., Morwood, M.J., Sutikna, T., Jatmiko, Saptomo, W.E., Imhof, H., Seidler, H. &  F. Prior.  (2007). Brain shape in human microcephalics and Homo floresiensis. PNAS 104:2513-2518.
- Falk, D., Hildebolt, C., Smith, K., Morwood, M.J., Sutikna, T., Brown, P., Jatmiko, Saptomo W. E., Brunsden, B. & F. Prior. (2005). The brain of LB1, Homo floresiensis.  Science Express, March 3, 2005; Science 308:242-245.
- Falk, D.  Prelinguistic evolution in early hominins: Whence motherese? (target article) (2004). Behavioral and Brain Sciences 27:491-503.
- Falk, D.  Brain evolution in Homo: the "radiator" theory (target article).  (1990). Behav. Brain Sci. 13:333-344.